# Tiratura
In editoria, la tiratura è la quantità di copie stampate per una singola edizione, sia essa di un volantino, un biglietto da visita, un francobollo, oppure una pubblicazione di maggiore rilevanza, come un libro, una rivista o un giornale.

## Descrizione
Generalmente si distingue fra grandi tirature e piccole tirature. Sono grandi tirature quelle nell'ordine di diverse migliaia di copie per i libri e centinaia di migliaia per riviste e quotidiani.
Nelle edizioni di lusso o fuori commercio, i libri sono spesso stampati in poche centinaia e gli opuscoli in poche decine di copie talvolta anche numerate: si parla in tal caso di edizioni a tiratura limitata e/o a tiratura numerata. Di uno stesso libro possono esistere più tirature: una tiratura di testa, di poche copie, fuori commercio, riservata all'autore o ai sottoscrittori, stampata su carta grande o distinta, rilegata in legatura di pregio e numerata in numeri romani; e un'altra o altre tirature comuni, di molte copie, in commercio, rilegate o in brossura e numerate in numeri arabi.
L'avvento delle nuove tecnologie di stampa digitale permette abitualmente piccole o piccolissime tirature, nell'ordine di alcune decine o centinaia di copie, sia per i periodici sia per i libri, sino alla stampa su richiesta (print on demand), nella quale la tiratura è di volta in volta una singola copia.